# Zarley Zalapski
Zarley Bennett Zalapski (Edmonton, Alberta, 1968. április 22. – Calgary, Alberta, 2017. december 10.) kanadai jégkorongozó.

## Pályafutása
1984 és 2010 között volt aktív jégkorongozó. Az NHL-ben 1987 és 2010 között játszott öt csapatban, összesen 637 alkalommal.
A Pittsburgh Penguins és a Hartford Whalers színeiben négy-négy, a Calgary Flames-ében öt, Montréal Canadiens-éban és a Philadelphia Flyers-ében egy-egy  idényen át szerepelt az NHL-ben.
Részt vett az 1988-as calgary-i olimpián a kanadai válogatott tagjaként és negyedik lett a csapattal.